# لو پونتریاگین

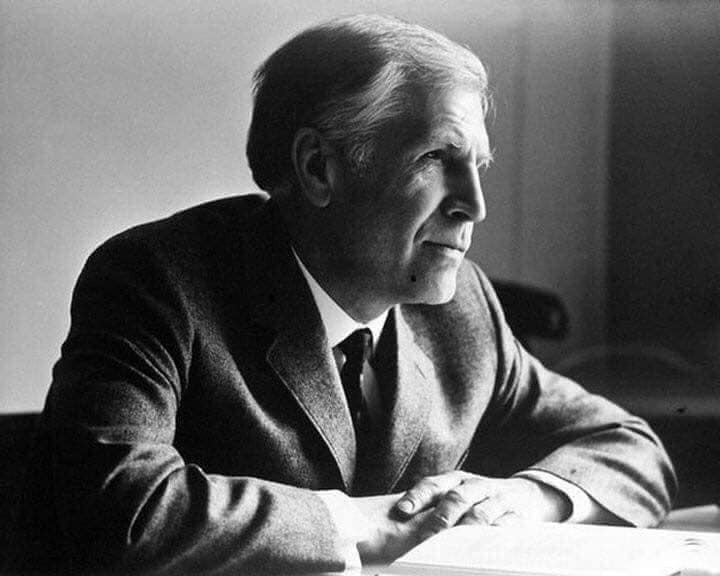
نگاره‌ای از لو سمنوویچ پونتریاگین - حوالی ۱۹۵۰

لو سمنوویچ پونتریاگین (روسی: Лев Семёнович Понтрягин؛ ۳ سپتامبر ۱۹۰۸–۳ مه ۱۹۸۸) ریاضیدان اهل شوروی بود. او در مسکو متولد شد و در ۱۴ سالگی به دلیل یک عمل جراحی ناموفق چشم پس از انفجار چراغ پریموس بینایی خود را به‌طور کامل از دست داد. علی‌رغم نابینایی‌اش، تا حدودی با کمک مادرش تاتیانا آندریوانا که کتاب‌ها و مقالات ریاضی (به ویژه کتاب‌های هاینتس هوپف، جی‌اچ‌سی وایتهد، و هسلر ویتنی) را برای او خواند، توانست به یکی از بزرگترین ریاضی‌دانان قرن بیستم تبدیل شود. او اکتشافات عمده ای در تعدادی از زمینه‌های ریاضیات از جمله توپولوژی جبری و توپولوژی دیفرانسیل انجام داد.

## جنجال و اتهامات یهودستیزی
پونتریاگین چندین بار به یهودستیزی متهم شد. به عنوان مثال، او نیتن جیکابسن را در حالی که هر دو نایب رئیس اتحادیه بین‌المللی ریاضی بودند، به دلیل اینکه یک "دانشمند متوسط" به نمایندگی از " جنبش صهیونیسم " بود، مورد حمله قرار داد. او در مقاله ای که در ساینس در سال ۱۹۷۹ منتشر شد، اتهامات یهودستیزی را رد کرد، و ادعا کرد که با صهیونیسم، که آن را نوعی نژادپرستی می‌دانست، مبارزه می‌کند. هنگامی که یک ریاضیدان برجسته یهودی شوروی، گریگوری مارگولیس، توسط IMU برای دریافت مدال فیلدز در سال ICM 1978  انتخاب شد، پونتریاگین، که در آن زمان یکی از اعضای کمیته اجرایی IMU بود، به شدت مخالفت کرد. اگرچه IMU بر تصمیم خود مبنی بر اعطای مدال فیلدز به مارگولیس ایستادگی کرد، اما اجازه خروج شوروی او از سوی مقامات شوروی رد شد و نتوانست شخصاً در ICM 1978 شرکت کند. پونتریاگین همچنین در چند مبارزات سیاسی بدنام در اتحاد جماهیر شوروی شرکت کرد، به ویژه در ماجرای لوزین.

## یادداشت
1. ↑  O'Connor, John J; Edmund F. Robertson "Nathan Jacobson". MacTutor History of Mathematics archive.
2. 1 2  Memoirs, by Lev Pontryagin, Narod Publications, Moscow, 1998 (in زبان روسی).
3. ↑  Pontryagin, LS (September 14, 1979). "Soviet Anti-Semitism: Reply by Pontryagin". ساینس. 205 (4411): 1083–1084. Bibcode:1979Sci...205.1083P. doi:10.1126/science.205.4411.1083. PMID 17735029.
4. 1 2  Olli Lehto. Mathematics without borders: a history of the International Mathematical Union. Springer-Verlag, 1998. شابک ‎۰−۳۸۷−۹۸۳۵۸−۹; pp. 205-206